# Rough Wooing
The Rough Wooing var ett krig mellan England och Skottland som ägde rum mellan 1543 och 1551. Kriget initierades av Henrik VIII av England sedan trolovningen mellan Skottlands drottning Maria Stuart och den engelska tronarvingen hade brutits av den skotska förmyndarregeringen, som istället hade valt att förnya alliansen med det katolska Frankrike mot det nu protestantiska England. 
England önskade att trolovningen mellan Maria Stuart och den blivande Edvard IV skulle återupptas och ville förhindrade franska trupper från att stationera sig i Skottland och därmed utgöra ett hot mot England. Kriget är känt för att ha orsakat stor förödelse i Skottland, då engelsmännen använde sig av plundring som avsiktlig terrormetod, och både huvudstaden Edinburgh och den kungliga palatset i Edinburgh plundrades och brändes. 